# Quần chẽn

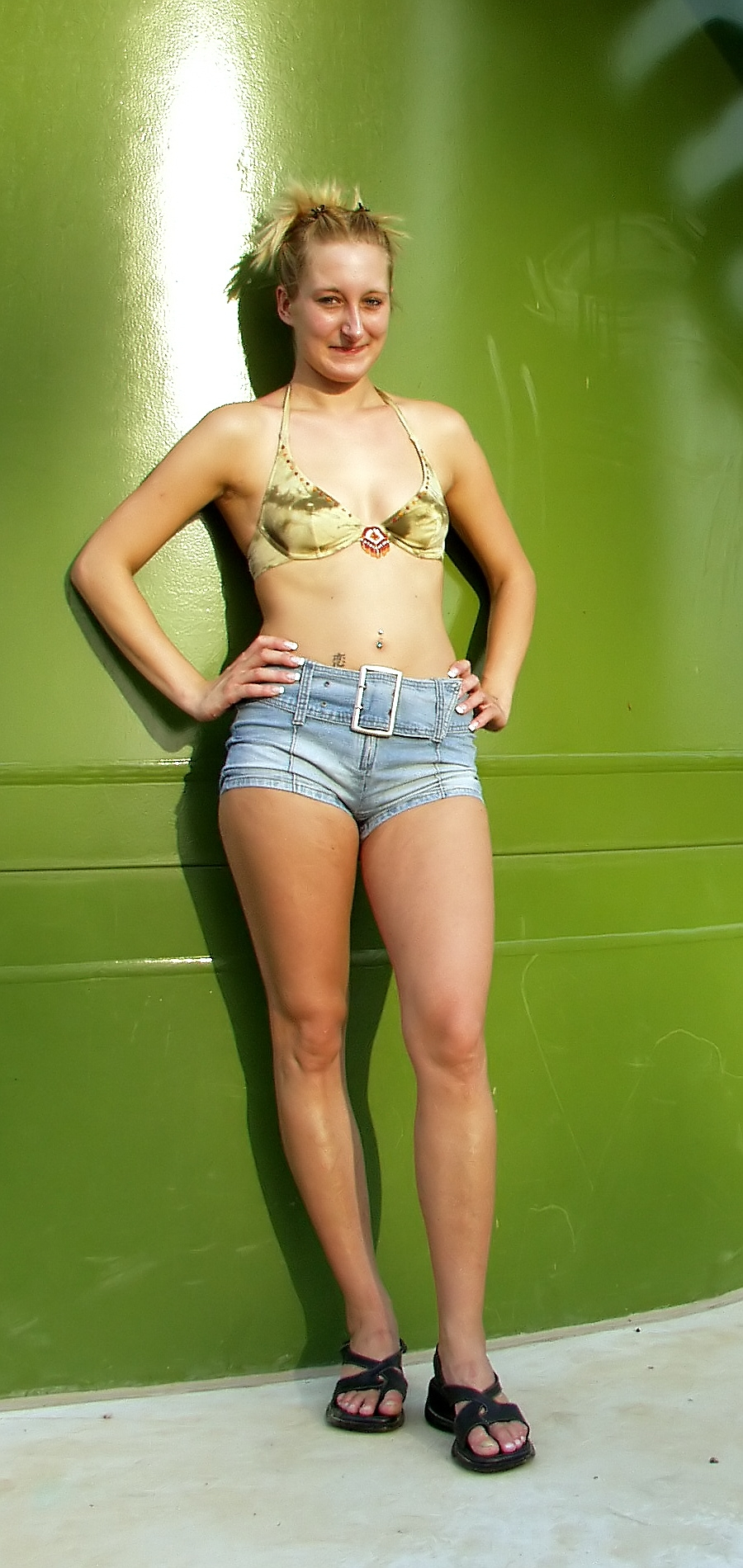
Một người mẫu diện quần chẽn

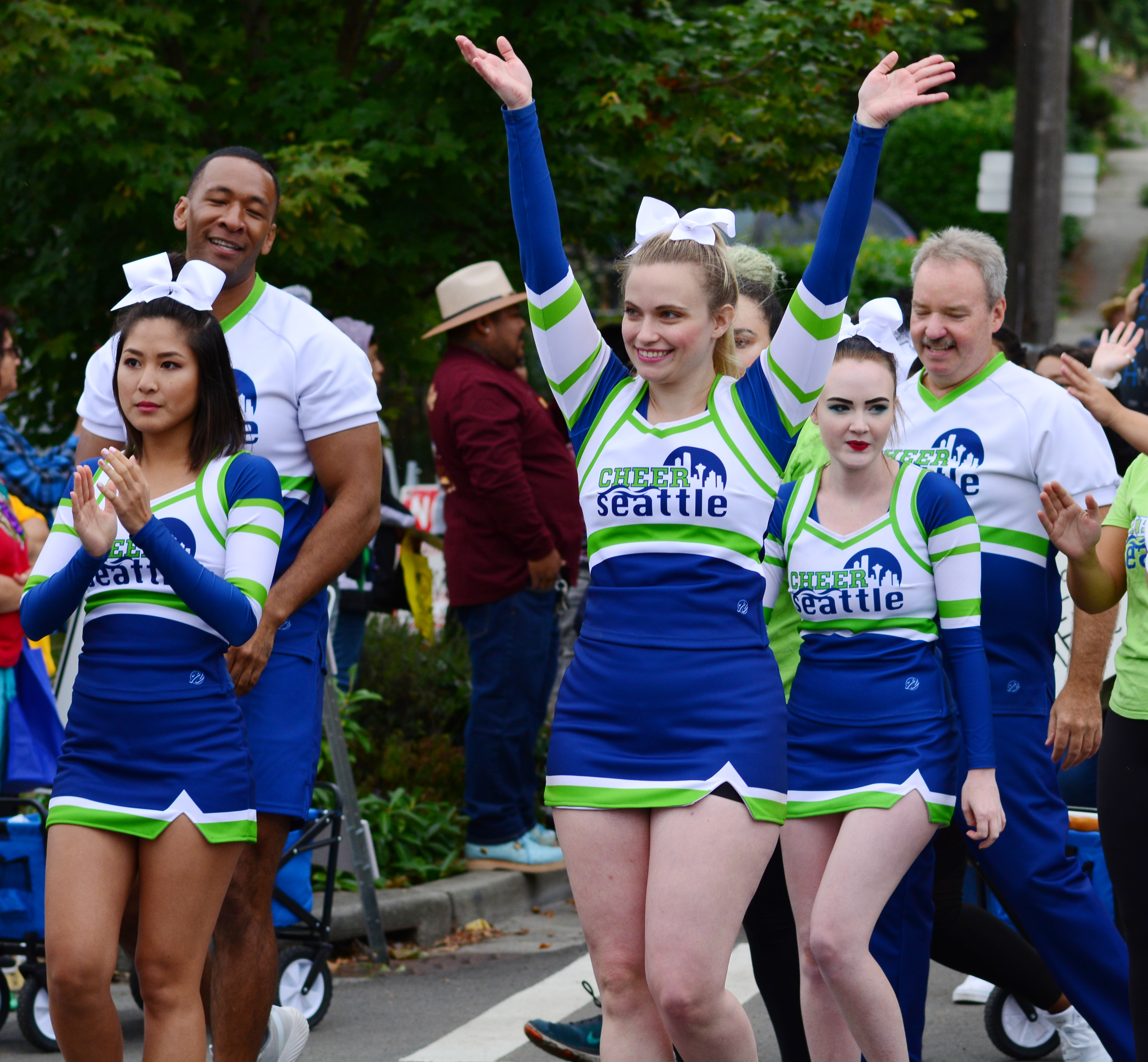
Một đội cổ vũ viên với chiếc quần chẽn

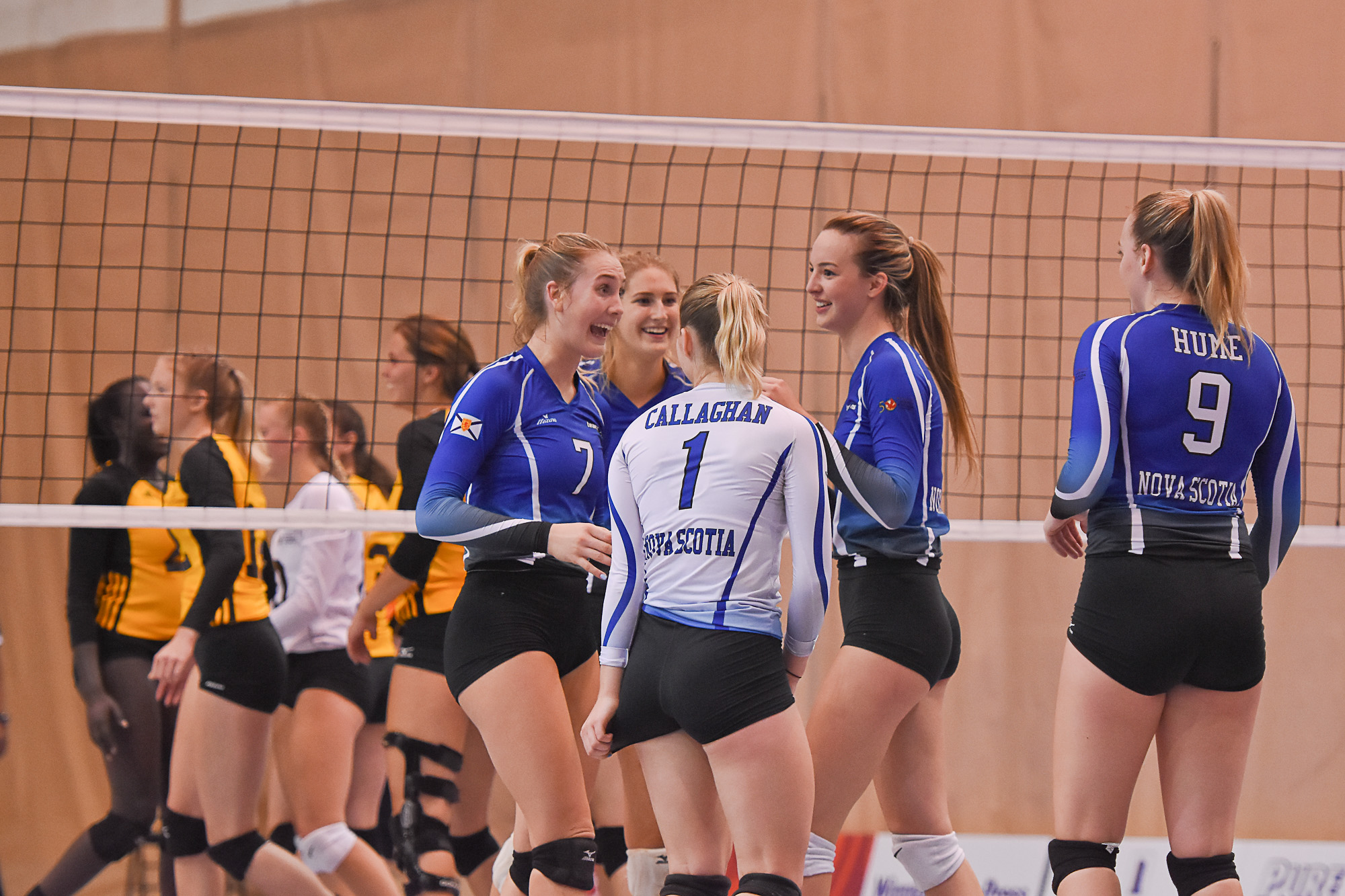
Những vận động viên bóng chuyền với kiểu quần chẽn

Quần chẽn (Hotpants hay Hot pants) là loại quần đùi rất ngắn, ôm sát cơ thể, được làm bằng chất liệu cotton, vải co giãn và một số chất liệu phổ biến khác. Chất liệu vải co giãn tạo sự thoải mái và linh hoạt trong khi vận động đã khiến kiểu quần này nhanh chóng thu hút được rất nhiều sự quan tâm của phụ nữ, sự xuất hiện của loại vải mới như polyester cho phép tạo nên những chiếc quần nhỏ nhưng co giãn tối đa. Trong khi thuật ngữ "hotpants" được sử dụng chung để mô tả quần đùi cực ngắn, những bộ quần áo tương tự đã được mặc từ những năm 1930. Tuy nhiên, những loại trang phục này chủ yếu được thiết kế cho mục đích thể thao, mặc đi biển và mặc đi chơi, trong khi quần chẽn lại mang tính sáng tạo ở chỗ chúng được làm từ các loại vải không dành cho đồ thể thao như nhung, lụa, lông thú và da, và được thiết kế riêng để mặc dạo phố, đi dự tiệc hoặc thậm chí là mặc làm trang phục cô dâu.
Kiểu quần này đã được mặc từ những năm 1930 tuy nhiên chúng là những sản phẩm may mặc chủ yếu cho thể thao, đi biển hoặc trang phục giải trí. Mẫu quần này cũng thích hợp với xu hướng ăn kiêng mới khi phụ nữ càng ý thức sâu sắc hơn về vẻ ngoài của bản thân. Hơn nữa, cuộc Cách mạng tình dục cũng mở cửa cho những bộ đồ phô bày vóc dáng khi những chiếc quần dài 2 inch (khoảng 5cm) này không được định sẵn để trở thành xu hướng mà hoàn cảnh giúp nó được ưa chuộng hơn. Thời điểm quần chẽn xuất hiện, nhiều phụ nữ bắt đầu ý thức hơn về việc tập luyện cũng như giữ gìn cho vẻ đẹp bên ngoài của mình vì khi mặc kiểu quần này, toàn bộ phần chân, đùi, mông của các cô gái sẽ được phô bày trọn vẹn. Các cô nàng thường diện khi tới sàn nhảy mà chúng còn được coi là trang phục dạo phố. Trong khi quần hotpants chủ yếu được tiếp thị cho phụ nữ, nam giới cũng được nhắm tới và thuật ngữ này có thể dùng để chỉ quần short rất ngắn của nam giới.

## Tổng quan
Nhà thiết kế thời trang Mary Quant là người sáng chế ra chiếc quần short ngắn cũn cỡn này giúp tôn lên một phần vẻ đẹp của người phụ nữ trẻ, khoe những điểm mạnh ở vòng eo, hông và chân một cách thời trang, thoát khỏi sự bó buộc và quan niệm đương thời. Mary Quant đã có những nghiên cứu, sáng tạo cũng như cống hiến không ngừng nghỉ về việc định hình phong cách thời trang cho những chiếc quần được gọi là "short short". Quần chẽn đã được cải biến trong nhiều kiểu dáng và chất liệu khác nhau như chất liệu da, vải cotton, chun cho đến vải nhung và giả bò, tuy vậy, nhưng những chất liệu thun ôm gọn gàng và mềm mại vẫn được ưa chuộng hàng đầu trên thế giới. Và những thành phần diện kiểu quần này cũng như sự xuất hiện của chúng từ sân khấu, ảnh thời trang, quảng cáo. 
Bên cạnh những lời khen có cánh cho loại quần này thì lúc ra đời kiểu quần đùi này cũng có sự bài xích, dị nghị, đòi loại bỏ quần chẽn ra khỏi những trang phục mà phụ nữ có thể mặc khi đi ra đường do độ dài chỉ vỏn vẹn 5cm để lộ da thịt quá đà, lòi cả phần mông dưới ra ngoài quần. Nhà phê bình Susan Swimmer của tạp chí More đã phát biểu rằng "Đây là thứ trang phục suồng sã bậc nhất trong lịch sử thời trang từ trước đến nay. Nó chẳng và không bao giờ thích hợp cho mấy nơi lịch sự". Bên cạnh đó, Kathryn Finney là chủ trang web thời trang The Budget Fashionista đình đám còn khẳng định rằng "Khi mặc lên người, quần chẽn siêu ngắn trông luôn giống quần lót dù bạn có sở hữu đường cong nóng bỏng hay dù cơ thể phẳng lỳ. Tôi lấy làm ngạc nhiên vì thứ đồ này giống như kẻ thù của mọi cô gái, có thể tố cáo nhược điểm cơ thể quá dễ dàng lại ngày càng được nhiều chị em ưa chuộng". Những chiếc quần chẽn tiếp tục trở thành đối tượng bị khinh bỉ khi chúng gắn liền với ngành công nghiệp mại dâm, người ta đã từng coi quần chẽn là tâm điểm chính để sản xuất phim heo vì chúng cũng sử dụng làm trang phục của những cô gái làm nghề mại dâm trong các tác phẩm điển ảnh.
Kiểu quần chẽn ngắn cũn cởn này còn được mặc tới nơi làm việc khi nhiều công ty cấm nhân viên diện quần đùi đi làm. Một số nơi khác lại chấp nhận như hãng hàng không Southwest Airlines đã kết hợp quần chẽn với bộ đồng phục của hãng và vào năm 1970, họ thấy các tiếp viên hàng không của nhiều hãng hàng không đều xuất hiện trong những quảng cáo trên truyền hình hay tấm poster với quần chẽn cùng giày cao gót, trở thành xu hướng thời trang hot trong những năm này, sau đó, chúng còn được các mỹ nhân nổi tiếng khắp thế giới, từ châu Âu tới châu Á đều yêu thích. Thông thường, họ diện với giày hay boot cao gót để làm đôi chân trông thon dài hơn. Không còn bó buộc trong những chất liệu jean thông thường, quần "short short" linen, vải lanh, da, ren, không quá ôm sát cơ thể cũng được nhiều chị em công sở ưa chuộng vừa tạo cảm giác thời thượng mà vẫn phóng khoáng, năng động. Ở Trung Quốc, thông thường, những chiếc quần chẽn cực ngắn được nhiều tín đồ thời trang khuyến cáo không nên mặc cùng áo lững croptop để tránh tạo cảm giác hở hang, gây phản cảm chốn đông người. Tuy nhiên, bộ đồ outfit phối hợp này được đánh giá cao và nhanh chóng trở thành tâm điểm trên đường phố vì sự kết hợp hài hòa vừa nữ tính vừa cá tính, vừa điệu đà lại vừa năng động, giúp tôn lên tối đa lợi thế hình thể nóng bỏng và đôi chân dài nuột nà, nõn nường, thẳng tắp.